# Kanton Strasbourg-7
Der Kanton Strasbourg-7 war von 1790 bis 2015 ein französischer Wahlkreis im Arrondissement Strasbourg-Ville im Département Bas-Rhin in der Region Elsass. Vertreter im Generalrat des Départements war seit 2001 (wiedergewählt 2008) Jean-Philippe Maurer.

## Geschichte
Der Kanton wurde am 4. März 1790 im Zuge der Einrichtung der Départements als Teil des damaligen „Distrikts Strasbourg“ gegründet.
Mit der Gründung der Arrondissements am 17. Februar 1800 wurde der Kanton als Teil des damaligen Arrondissements Strasbourg neu zugeschnitten.
Während der Zugehörigkeit zum deutschen Reich von 1871 bis 1919 gab es keine weitere Untergliederung des damaligen „Kreises Straßburg (Stadt)“.
Am 28. Juni 1919 wurde der Kanton Teil des neu gegründeten Arrondissements Strasbourg-Ville.
Am 22. März 2015 wurde der Kanton aufgelöst.

## Gemeinden
Der Kanton bestand aus einem Teil der Stadt Straßburg.
Straßburg war in zehn Kantone unterteilt. Der Kanton Strasbourg-7 war der viertgrößte Stadtteil gemessen an der Einwohnerzahl.